# Oeserkaf
Oeserkaf was de eerste koning van de 5e dynastie. De koning is bekend onder andere namen: Usercheres (Manetho) en Oeserkara (Turijn). Zijn naam betekent: "zijn ka is krachtig".

## Biografie
Oeserkaf is de grondlegger van de 5e dynastie van Egypte en de eerste farao die een traditie maakte met het bouwen van zonnetempels bij Aboesir. Hij liet zijn piramide bouwen te Saqqara. De moeder van Oeserkaf is bekend onder de naam koningin Neferhetepes, maar zijn vader is niet bekend. Toch was Oeserkaf een kleinzoon van Djedefre. Een buste van Oeserkaf is gevonden, ook een hoofd is gevonden in de eerste van de vijf tempels bij Aboe Gorab. Het object wordt beschouwd als ontzettend belangrijk omdat het een van de weinige artefacten is die de koning laat zien met de desjret. Het hoofd was ontdekt in 1957 tijdens een expeditie van zowel een Duits als een Zwitsers team.
Algemeen wordt aangenomen dat de Oeserkaf de vader was van twee regerende farao's: Sahoere en Neferirkare I die hem beide opvolgden. Een ander minder populaire kijk op de zaken is gebaseerd op het verhaal van de Westcar Papyrus. Daarin zouden de eerste drie koningen van de 5e Dynastie alleen broers zijn, zonen van koningin Chentkaoes I. De regering van de farao duurde volgens de Turijnse koningslijst en Manetho acht jaar. Volgens de versie van Manetho door Eusebius werd Oeserkaf gedood door zijn lijfwachten, maar daar bestaat geen archeologisch bewijs van.
Hij was de eerste farao die de titel: Sa-ra (zoon van Ra) introduceerde, en een sterke opmars van het geloof in Ra. Verder vermeldt de Palermosteen een aantal activiteiten betreffende het bouwen van graven, bouwwerken, kapellen en offergaven.

## Bouwwerken
- Piramide van Oeserkaf in Saqqara
- De zonnetempel van Oeserkaf